# 헤라클레스 (1958년 영화)
《헤라클레스》(이탈리아어: Le fatiche di Ercole, 영어: Hercules)는 이탈리아와 스페인에서 제작된 피에트로 프란치시 감독의 1958년 검과 샌들 영화이다. 스티브 리브스 등이 출연하였고, 페데리코 테티 등이 제작에 참여하였다.
1959년 속편 《헤라클레스의 대역습》이 개봉하였다.

## 출연진

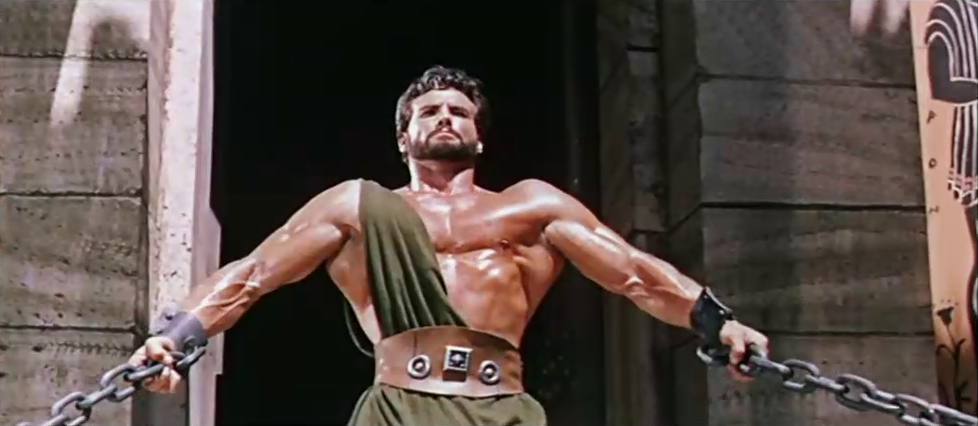
헤라클레스 역의 스티브 리브스

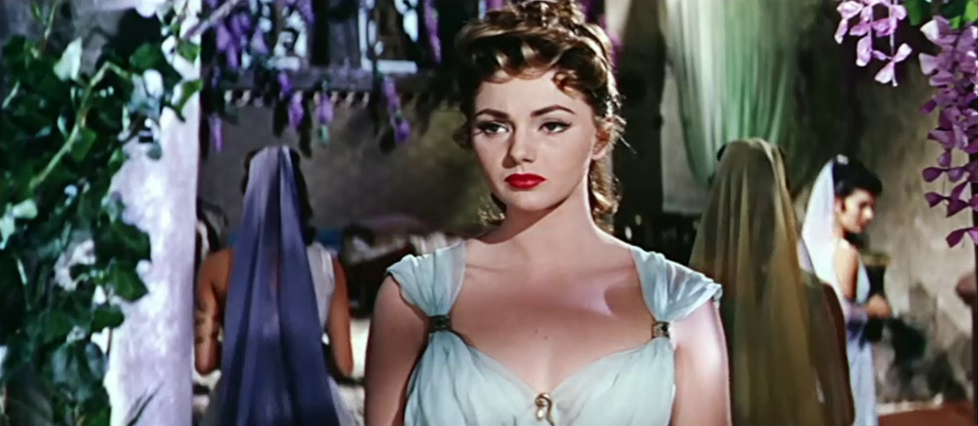
이올레 역의 실바 코시나

- 스티브 리브스 - 헤라클레스 역
- 실바 코시나 - 이올레 역
- 아르투로 도미니치
- 루차나 팔루치

## 기타 제작진
- 미술: 플라비오 모게리니